# Río Niltre
El río Niltre es un río ubicado en el sector precordillerano de la comuna de Panguipulli, en la Región de los Ríos, Chile. 

## Trayecto
El Río Niltre, es un río de que nace en la ladera sur occidental de la cadena llamada Cerro Niltre. Su recorrido que se inicia al sur del Cerro Niltre cerca de las lagunas llamadas Laguna Huinhuin Chico y Laguna Huinhuin Grande, al descender fluye en dirección este oeste, en su último tramo se desvía hacia el suroeste antes de cruzar la ruta internacional 203 CH antes de verter sus aguas en el sector noreste del Lago Panguipulli. En este punto se encuentra cerca del caserío Niltre.